# Włochy na Letnich Igrzyskach Olimpijskich 1924
Włochy na Letnich Igrzyskach Olimpijskich 1924 w Paryżu reprezentowało 200 zawodników, 196 mężczyzn i 4 kobiety. Najstarszym zawodnikiem w reprezentacji był szermierz Guido Balzarini (49 lat 264 dni), a najmłodszym bokser Bruno Petrarca (17 lat 203 dni).

## Zdobyte medale
| Medal  | Zawodnik | Dyscyplina           | Konkurencja                          | Rezultat                       |
| ------ | --- | -------------------- | ------------------------------------ | ------------------------------ |
| Złoto  | Ugo Frigerio | Lekkoatletyka        | Chód na 10 km                        | 47:49,00                       |
| Złoto  | Angelo De Martini Alfredo Dinale Aurelio Menegazzi Francesco Zucchetti                                                                | Kolarstwo            | 4 kim drużynowo na dochodzenie       | 5:15,00                        |
| Złoto  | Oreste Puliti Oreste Moricca Marcello Bertinetti Giulio Sarrocchi Renato Anselmi Guido Balzarini Bino Bini Vincenzo Cuccia            | Szermierka           | Szabla drużynowo                     | [ 3 ] [ 4 ]                    |
| Złoto  | Ferdinando Mandrini Mario Lertora Vittorio Lucchetti Francesco Martino Luigi Cambiaso Giuseppe Paris Giorgio Zampori Luigi Maiocco    | Gimnastyka           | Wielobój drużynowo                   | [ 5 ] [ 6 ]                    |
| Złoto  | Francesco Martino | Gimnastyka           | Ćwiczenia na kółkach                 | 21,533 pkt                     |
| Złoto  | Pierino Gabetti | Podnoszenie ciężarów | Waga piórkowa (-60 kg)               | 402,5 kg                       |
| Złoto  | Carlo Galimberti | Podnoszenie ciężarów | Waga średnia (-75 kg)                | 492,5 kg                       |
| Złoto  | Giuseppe Tonani | Podnoszenie ciężarów | Waga ciężka (+82,5 kg)               | 517,5 kg                       |
| Srebro | Tommaso Lequio di Assaba | Jeździectwo          | Skoki przez przeszkody indywidualnie | 8,75 pkt                       |
| Srebro | Romeo Bertini | Lekkoatletyka        | Maraton                              | 2-47:19,60                     |
| Srebro | Ercole Olgeni Giovanni Scatturin Gino Sopracordevole                                                                                  | Wioślarstwo          | Dwójka ze sternikiem                 | 8:39,10                        |
| Brąz   | Emanuele Beraudo di Pralormo Alberto Lombardi Alessandro Alvisi Tommaso Lequio di Assaba                                              | Jeździectwo          | WKKW drużynowo                       | 1572,00 pkt                    |
| Brąz   | Marcello Bertinetti Giovanni Canova Vincenzo Cuccia Giulio Basletta Virgilio Mantegazza Oreste Moricca                                | Szermierka           | Szpada drużynowo                     | [ 3 ] [ 4 ]                    |
| Brąz   | Giorgio Zampori | Gimnastyka           | Ćwiczenia na poręczach               | 21,45 pkt                      |
| Brąz   | Ante Katalinić Frano Katalinić Šimun Katalinić Giuseppe Crivelli Latino Galasso Petar Ivanov Bruno Sorić Carlo Toniatti Viktor Ljubić | Wioślarstwo          | Ósemka ze sternikiem                 | 3/4 długości do drugiej załogi |
| Brąz   | Umberto De Morpurgo | Tenis                | Singiel                              | [ 16 ] [ 17 ]                  |

## Skład kadry

### Boks
| Zawodnik               | Konkurencja     | 1/16                | 1/8                 | Ćwierćfinał      | Półfinał         | Finał            | Finał   |
| Zawodnik               | Konkurencja     | Przeciwnik Wynik    | Przeciwnik Wynik    | Przeciwnik Wynik | Przeciwnik Wynik | Przeciwnik Wynik | Miejsce |
| ---------------------- | --------------- | ------------------- | ------------------- | ---------------- | ---------------- | ---------------- | ------- |
| Gaetano Lanzi          | waga musza      | Andrés Recalde W    | Fidel LaBarba P     | NQ               | NQ               | NQ               | NQ      |
| Rinaldo Castellenghi   | waga musza      | BYE                 | Georges Gourdy W    | Ruperto Biete W  | Fidel LaBarba P  | Raymond Fee P    | 4       |
| Domenico Bernasconi    | waga kogucia    | Jean Ces P          | NQ                  | NQ               | NQ               | NQ               | NQ      |
| Armando Ricciardi      | waga kogucia    | Benjamín Pertuzzo P | NQ                  | NQ               | NQ               | NQ               | NQ      |
| Bruno Petrarca         | waga piórkowa   | BYE                 | Jean Sauthier W     | Joseph Salas P   | NQ               | NQ               | NQ      |
| Livio Francecchini     | waga piórkowa   | Mickey MacGowan W   | Jean Devergnies P   | NQ               | NQ               | NQ               | NQ      |
| Luigi Marfut           | waga lekka      | Miszal Haddad W     | Alfredo Copello P   | NQ               | NQ               | NQ               | NQ      |
| Ferdinando De Petrillo | waga lekka      | Richard Savignac P  | NQ                  | NQ               | NQ               | NQ               | NQ      |
| Giuseppe Oldani        | waga półśrednia | Harald Nielsen W    | Douglas Lewis P     | NQ               | NQ               | NQ               | NQ      |
| Giuseppe Colacicco     | waga półśrednia | Edgar Christensen P | NQ                  | NQ               | NQ               | NQ               | NQ      |
| Emilio Bonfigli        | waga średnia    | Daniel Daney P      | NQ                  | NQ               | NQ               | NQ               | NQ      |
| Orlando Leopardi       | waga średnia    | Harry Henning P     | NQ                  | NQ               | NQ               | NQ               | NQ      |
| Carlo Saraudi          | waga półciężka  | BYE                 | Carl Lindberg W     | John Courtis W   | Harry Mitchell P | Sverre Sørsdal P | 4.      |
| Amedeo Grillo          | waga półciężka  | BYE                 | Georges Rossignon P | NQ               | NQ               | NQ               | NQ      |
| Riccardo Bertazzolo    | waga ciężka     | N/A                 | Cornelis O'Kelly W  | Otto von Porat P | NQ               | NQ               | NQ      |
| Carlo Scotti           | waga ciężka     | N/A                 | Søren Petersen P    | NQ               | NQ               | NQ               | NQ      |

### Gimnastyka
| Zawodnik            | Konkurencje            | Konkurencje            | Konkurencje        | Konkurencje        | Konkurencje                 | Konkurencje                 | Konkurencje          | Konkurencje          | Konkurencje            | Konkurencje            | Konkurencje         | Konkurencje         | Konkurencje             | Konkurencje             | Konkurencje             | Konkurencje             | Konkurencje        | Konkurencje        |
| Zawodnik            | Wielobój indywidualnie | Wielobój indywidualnie | Wspinanie po linie | Wspinanie po linie | Ćwiczenia na koniu z łękami | Ćwiczenia na koniu z łękami | Ćwiczenia na kółkach | Ćwiczenia na kółkach | Ćwiczenia na poręczach | Ćwiczenia na poręczach | Ćwiczenia na drążku | Ćwiczenia na drążku | Skok przez konia wzdłuż | Skok przez konia wzdłuż | Skok przez konia wszerz | Skok przez konia wszerz | Wielobój drużynowy | Wielobój drużynowy |
| Zawodnik            | Wynik                  | Pozycja                | Wynik              | Pozycja            | Wynik                       | Pozycja                     | Wynik                | Pozycja              | Wynik                  | Pozycja                | Wynik               | Pozycja             | Wynik                   | Pozycja                 | Wynik                   | Pozycja                 | Wynik              | Pozycja            |
| ------------------- | ---------------------- | ---------------------- | ------------------ | ------------------ | --------------------------- | --------------------------- | -------------------- | -------------------- | ---------------------- | ---------------------- | ------------------- | ------------------- | ----------------------- | ----------------------- | ----------------------- | ----------------------- | ------------------ | ------------------ |
| Ferdinando Mandrini | 105,583                | 4.                     | 10 (9,0 s)         | 18.                | 17,060                      | 30.                         | 20,943               | 8.                   | 20,210                 | 24.                    | 18,120              | 14.                 | 9,750                   | 7.                      | 9,500                   | 21.                     | 839,058            | złoto              |
| Mario Lertora       | 103,619                | 10.                    | 10 (8,6 s)         | 10.                | 17,160                      | 29.                         | 20,333               | 15.                  | 21,330                 | 5.                     | 18,366              | 12.                 | 7,320                   | 34.                     | 9,110                   | 32.                     | 839,058            | złoto              |
| Vittorio Lucchetti  | 102,803                | 12.                    | 10 (9,0 s)         | 18.                | 18,190                      | 19.                         | 20,913               | 9.                   | 20,330                 | 22.                    | 17,270              | 20.                 | 6,900                   | 45.                     | 9,200                   | 28.                     | 839,058            | złoto              |
| Francesco Martino   | 101,529                | 16.                    | 10 (8,8 s)         | 13.                | 17,290                      | 28.                         | 21,553               | złoto                | 20,890                 | 15.                    | 18,386              | 11.                 | 4,830                   | 57.                     | 8,580                   | 44.                     | 839,058            | złoto              |
| Luigi Cambiaso      | 101,320                | 17.                    | 10 (9,0 s)         | 18.                | 14,740                      | 44.                         | 19,980               | 17.                  | 20,900                 | 14.                    | 17,180              | 21.                 | 9,370                   | 14.                     | 9,150                   | 30.                     | 839,058            | złoto              |
| Giuseppe Paris      | 101,169                | 18.                    | 8 (9,4 s)          | 24.                | 20,100                      | 5.                          | 19,743               | 18.                  | 20,860                 | 16.                    | 16,356              | 27.                 | 7,080                   | 41.                     | 9,030                   | 36.                     | 839,058            | złoto              |
| Giorgio Zampori     | 96,549                 | 26.                    | 6 (9,8 s)          | 35.                | 17,730                      | 23.                         | 20,246               | 16.                  | 21,450                 | brąz                   | 16,203              | 30.                 | 5,500                   | 53.                     | 9,420                   | 24.                     | 839,058            | złoto              |
| Luigi Maiocco       | 92,486                 | 33.                    | 5 (10,0 s)         | 39.                | 18,300                      | 20.                         | 19,333               | 22.                  | 18,280                 | 47.                    | 14,663              | 40.                 | 8,750                   | 21.                     | 8,330                   | 50.                     | 839,058            | złoto              |

### Jeździectwo
| Konkurencja         | Zawodnik                                                                           | Koń       | Finał        | Finał     | Finał   |
| Konkurencja         | Zawodnik                                                                           | Koń       | Punkty karne | Czas      | Miejsce |
| ------------------- | ---------------------------------------------------------------------------------- | --------- | ------------ | --------- | ------- |
| Skoki indywidualnie | Tommaso Lequio di Assaba                                                           | Trebecco  | 8,75         | 2:42,0    | srebro  |
| Skoki indywidualnie | Leone Valle                                                                        | Sbruffo   | 20,00        | 2:36,6    | 15.     |
| Skoki indywidualnie | Alessandro Alvisi                                                                  | Grey Fox  | 28,75        | 2:42,4    | 26.     |
| Skoki indywidualnie | Emanuele, Count Di Pralormo                                                        | Sido      | DNF          | DNF       | DNF     |
| Skoki drużynowo     | Tommaso Lequio di Assaba Leone Valle Alessandro Alvisi Emanuele, Count Di Pralormo | jak wyżej | jak wyżej    | jak wyżej | 5.      |

| Konkurencja        | Zawodnik                                                                                 | Koń         | Ujeżdżenie          | Próba terenowa      | Skoki               | Razem  | Pozycja |
| ------------------ | ---------------------------------------------------------------------------------------- | ----------- | ------------------- | ------------------- | ------------------- | ------ | ------- |
| WKKW indywidualnie | Alberto Lombardi                                                                         | Pimplo      | 134,5               | 1077,5              | 360                 | 1572,0 | 11.     |
| WKKW indywidualnie | Alessandro Alvisi                                                                        | Capiligio   | 106                 | 1030                | 400                 | 1536   | 12.     |
| WKKW indywidualnie | Emanuele Beraudo Di Pralormo                                                             | Mount Félix | 133                 | 951,5               | 320                 | 1404,5 | 17.     |
| WKKW indywidualnie | Tommaso Lequio di Assaba                                                                 | Torena      | 121,5               | DNF                 | DNF                 | DNF    | DNF     |
| WKKW drużynowo     | Alberto Lombardi Alessandro Alvisi Emanuele Beraudo Di Pralormo Tommaso Lequio di Assaba | jak wyżej   | punktacja jak wyżej | punktacja jak wyżej | punktacja jak wyżej | 4512,5 | brąz    |

### Kolarstwo

#### Kolarstwo szosowe
| Zawodnik                                                        | Konkurencja                    | Czas       | Pozycja |
| --------------------------------------------------------------- | ------------------------------ | ---------- | ------- |
| Ardito Bresciani                                                | jazda indywidualna na czas (m) | 6:41:39,4  | 12.     |
| Antonio Negrini                                                 | jazda indywidualna na czas (m) | 6:48:09,8  | 15.     |
| Nello Ciaccheri                                                 | jazda indywidualna na czas (m) | 6:50:10,0  | 18.     |
| Luigi Magnotti                                                  | jazda indywidualna na czas (m) | 6:53:25,0  | 20.     |
| Ardito Bresciani Antonio Negrini Nello Ciaccheri Luigi Magnotti | jazda drużynowa na czas (m)    | 20:19:59,2 | 5.      |

#### Kolarstwo torowe
| Konkurencja                     | Zawodnik                                                               | Eliminacje                   | Eliminacje | Eliminacje | Repasaże   | Repasaże | Repasaże | Ćwierćfinał                          | Ćwierćfinał | Ćwierćfinał | Repasaże                                          | Repasaże | Repasaże | Półfinały                     | Półfinały | Półfinały | Finał      | Finał  | Finał   |
| Konkurencja                     | Zawodnik                                                               | Przeciwnik                   | Czas       | Miejsce    | Przeciwnik | Czas     | Miejsce  | Przeciwnik                           | Czas        | Miejsce     | Przeciwnik                                        | Czas     | Miejsce  | Przeciwnik                    | Czas      | Miejsce   | Przeciwnik | Czas   | Miejsce |
| ------------------------------- | ---------------------------------------------------------------------- | ---------------------------- | ---------- | ---------- | ---------- | -------- | -------- | ------------------------------------ | ----------- | ----------- | ------------------------------------------------- | -------- | -------- | ----------------------------- | --------- | --------- | ---------- | ------ | ------- |
| sprint                          | Guglielmo Bossi                                                        | János Grimm Oldřich Červinka | 13,6       | 1.         | N/A        | N/A      | N/A      | Herbert Fuller William Coppins       | b.d         | 2.          | Maurice Peeters Willy Falck Hansen Miloš Knobloch | b.d      | 1.       | Lucien Michard Herbert Fuller | b.d       | 3.        | NQ         | NQ     | NQ      |
| sprint                          | Francesco Del Grosso                                                   | Jan Łazarski Roberts Plūme   | 12,8       | 1.         | N/A        | N/A      | N/A      | Lucien Mermillod Franciszek Szymczyk | 13,6        | 1.          | N/A                                               | N/A      | N/A      | Jaap Meijer Oscar Guldager    | b.d       | 3.        | NQ         | NQ     | NQ      |
| wyścig na dochodzenie drużynowy | Angelo De Martini Alfredo Dinale Aurelio Menegazzi Francesco Zucchetti |                              | 5:23,2     | 1.         | N/A        | N/A      | N/A      | Dania                                | 5:13,8      | 1.          | N/A                                               | N/A      | N/A      | Belgia                        | 5:12,0    | 1.        | Polska     | 5:15,0 | złoto   |
| 50 km                           | Angelo De Martini                                                      |                              |            |            |            |          |          |                                      |             |             |                                                   |          |          |                               |           |           |            | b.d    | 4.      |
| 50 km                           | Alfredo Dinale                                                         |                              |            |            |            |          |          |                                      |             |             |                                                   |          |          |                               |           |           |            | b.d    | 6.      |
| 50 km                           | Francesco Del Grosso                                                   |                              |            |            |            |          |          |                                      |             |             |                                                   |          |          |                               |           |           |            | DNF    | DNF     |

### Lekkoatletyka
Konkurencje biegowe
| Konkurencja                 | Zawodnik                                                           | Eliminacje | Eliminacje | Ćwierćfinał | Ćwierćfinał | Półfinał | Półfinał | Finał     | Finał   |
| Konkurencja                 | Zawodnik                                                           | Wynik      | Miejsce    | Wynik       | Miejsce     | Wynik    | Miejsce  | Wynik     | Miejsce |
| --------------------------- | ------------------------------------------------------------------ | ---------- | ---------- | ----------- | ----------- | -------- | -------- | --------- | ------- |
| 100 m                       | Giovanni Frangipane                                                | 11,1       | 2.         | 11,0        | 2.          | 11,2     | 6.       | NQ        | NQ      |
| 100 m                       | Ernesto Bonacina                                                   | 11,2       | 2.         | b.d         | 5.          | NQ       | NQ       | NQ        | NQ      |
| 100 m                       | Enrico Torre                                                       | 11,2       | 2.         | b.d         | 6.          | NQ       | NQ       | NQ        | NQ      |
| 100 m                       | Vittorio Zucca                                                     | 11,5       | 3.         | NQ          | NQ          | NQ       | NQ       | NQ        | NQ      |
| 200 m                       | Pietro Pastorino                                                   | 22,1       | 3.         | NQ          | NQ          | NQ       | NQ       | NQ        | NQ      |
| 400 m                       | Luigi Facelli                                                      | 51,0       | 1.         | 50,5        | 4.          | NQ       | NQ       | NQ        | NQ      |
| 400 m                       | Alfredo Gargiullo                                                  | 50,4       | 2.         | b.d         | 5.          | NQ       | NQ       | NQ        | NQ      |
| 400 m                       | Ennio Maffiolini                                                   | b.d        | 4.         | NQ          | NQ          | NQ       | NQ       | NQ        | NQ      |
| 800 m                       | Puccio Pucci                                                       | b.d        | 4.         | N/A         | N/A         | NQ       | NQ       | NQ        | NQ      |
| 800 m                       | Ferruccio Bruni                                                    | b.d        | 4.         | N/A         | N/A         | NQ       | NQ       | NQ        | NQ      |
| 800 m                       | Mario-Giuseppe Bonini                                              | b.d        | 5.         | N/A         | N/A         | NQ       | NQ       | NQ        | NQ      |
| 1500 m                      | Ferruccio Bruni                                                    | N/A        | N/A        | N/A         | N/A         | b.d      | 6.       | NQ        | NQ      |
| 1500 m                      | Disma Ferrario                                                     | N/A        | N/A        | N/A         | N/A         | 4:18,5   | 3.       | NQ        | NQ      |
| 1500 m                      | Angelo Davoli                                                      | N/A        | N/A        | N/A         | N/A         | b.d      | 6.       | NQ        | NQ      |
| 1500 m                      | Giovanni Garaventa                                                 | N/A        | N/A        | N/A         | N/A         | b.d      | 6.       | NQ        | NQ      |
| 10 000 m                    | Carlo Speroni                                                      | N/A        | N/A        | N/A         | N/A         | N/A      | N/A      | DNF       | DNF     |
| 3000 m z przeszkodami       | Antenore Negri                                                     | N/A        | N/A        | N/A         | N/A         | b.d      | 7.       | NQ        | NQ      |
| 3000 m z przeszkodami       | Ernesto Ambrosini                                                  | N/A        | N/A        | N/A         | N/A         | b.d      | 4.       | NQ        | NQ      |
| 400 m przez płotki          | Luigi Facelli                                                      | 56,4       | 2.         | N/A         | N/A         | 55,6     | 4.       | NQ        | NQ      |
| sztafeta 4 × 100 m mężczyzn | Ernesto Bonacina Giovanni Frangipane Pietro Pastorino Enrico Torre | 42,8       | 2.         | N/A         | N/A         | 42,9     | 3.       | NQ        | NQ      |
| sztafeta 4 × 400 m mężczyzn | Guido Cominotto Luigi Facelli Alfredo Gargiullo Ennio Maffiolini   | 3:30,0     | 2.         | N/A         | N/A         | N/A      | N/A      | 3:28,0    | 6.      |
| bieg 3000 m drużynowo       | Angelo Davoli Ferruccio Bruni Giovanni Garaventa Ernesto Ambrosini | N/A        | N/A        | N/A         | N/A         | 31 pkt   | 4.       | NQ        | NQ      |
| maraton                     | Romeo Bertini                                                      | N/A        | N/A        | N/A         | N/A         | N/A      | N/A      | 2:47:19,6 | srebro  |
| maraton                     | Tullio Biscuola                                                    | N/A        | N/A        | N/A         | N/A         | N/A      | N/A      | 3:19:05,0 | 22.     |
| maraton                     | Alberto Cavallero                                                  | N/A        | N/A        | N/A         | N/A         | N/A      | N/A      | DNF       | DNF     |
| maraton                     | Angelo Malvicini                                                   | N/A        | N/A        | N/A         | N/A         | N/A      | N/A      | DNF       | DNF     |
| maraton                     | Ernesto Alciati                                                    | N/A        | N/A        | N/A         | N/A         | N/A      | N/A      | DNF       | DNF     |
| maraton                     | Ettore Blasi                                                       | N/A        | N/A        | N/A         | N/A         | N/A      | N/A      | DNF       | DNF     |
| chód na 10 km               | Ugo Frigerio                                                       | N/A        | N/A        | N/A         | N/A         | 49:15,6  | 1.       | 47:49,0   | złoto   |
| chód na 10 km               | Donato Pavesi                                                      | N/A        | N/A        | N/A         | N/A         | 49:09,0  | 2.       | 49:17,0   | 4.      |
| chód na 10 km               | Armando Valente                                                    | N/A        | N/A        | N/A         | N/A         | b.d      | 4.       | 50:07,0   | 7.      |
| chód na 10 km               | Luigi Bosatra                                                      | N/A        | N/A        | N/A         | N/A         | b.d      | 4.       | 50:09,0   | 8.      |
| bieg przełajowy             | Carlo Martinenghi                                                  | N/A        | N/A        | N/A         | N/A         | N/A      | N/A      | 37:01,0   | 7.      |
| bieg przełajowy             | Carlo Speroni                                                      | N/A        | N/A        | N/A         | N/A         | N/A      | N/A      | DNF       | DNF     |
| bieg przełajowy drużynowo   | Carlo Martinenghi Carlo Speroni                                    | N/A        | N/A        | N/A         | N/A         | N/A      | N/A      | DNF       | DNF     |

Konkurencje techniczne
| Konkurencja    | Zawodnik          | Eliminacje | Eliminacje | Finał | Finał   |
| Konkurencja    | Zawodnik          | Wynik      | Miejsce    | Wynik | Miejsce |
| -------------- | ----------------- | ---------- | ---------- | ----- | ------- |
| skok w dal     | Virgilio Tommasi  | 6,88       | 6.         | 6,89  | 7.      |
| skok wzwyż     | Giuseppe Palmieri | 1,70       | 18.        | NQ    | NQ      |
| rzut dyskiem   | Camillo Zemi      | 37,465     | 17.        | NQ    | NQ      |
| rzut dyskiem   | Armando Poggioli  | 35,29      | 25.        | NQ    | NQ      |
| rzut dyskiem   | Albino Pighi      | 34,985     | 27.        | NQ    | NQ      |
| rzut młotem    | Camilio Zemi      | 35,00      | 13.        | NQ    | NQ      |
| rzut oszczepem | Carlo Clemente    | 52,75      | 14.        | NQ    | NQ      |

| Zawodnik       | Konkurencje   | Konkurencje                | Wyniki | Punkty    | Miejsce |
| -------------- | ------------- | -------------------------- | ------ | --------- | ------- |
| Albino Pighi   | pięciobój     | skok w dal                 | 6,26   | 17        | 17.     |
| Albino Pighi   | pięciobój     | rzut oszczepem             | 39,82  | 23        | 23.     |
| Albino Pighi   | pięciobój     | Bieg na 200 m              | 25,0   | 21        | 21.     |
| Albino Pighi   | pięciobój     | rzut dyskiem               | DNS    | DNS       | DNS     |
| Albino Pighi   | pięciobój     | Bieg na 1500 m             | DNS    | DNS       | DNS     |
| Albino Pighi   | pięciobój     | Finał                      |        | 61        | 20...   |
| Adolfo Contoli | pięciobój     | skok w dal                 | 5,99   | 23        | 23.     |
| Adolfo Contoli | pięciobój     | rzut oszczepem             | 42,98  | 18        | 18.     |
| Adolfo Contoli | pięciobój     | Bieg na 200 m              | 23,8   | 8         | 8.      |
| Adolfo Contoli | pięciobój     | rzut dyskiem               | DNS    | DNS       | DNS     |
| Adolfo Contoli | pięciobój     | Bieg na 1500 m             | DNS    | DNS       | DNS     |
| Adolfo Contoli | pięciobój     | Finał                      |        | 49        | 15.     |
| Adolfo Contoli | dziesięciobój | bieg 100 m                 | 11,6   | 762,0     | 8.      |
| Adolfo Contoli | dziesięciobój | skok w dal                 | 6,37   | 698,65    | 15.     |
| Adolfo Contoli | dziesięciobój | pchnięcie kulą             | 10,54  | 520,0     | 19.     |
| Adolfo Contoli | dziesięciobój | skok wzwyż                 | 1,65   | 608       | 16.     |
| Adolfo Contoli | dziesięciobój | bieg 400 m                 | 55,8   | 714,24    | 27.     |
| Adolfo Contoli | dziesięciobój | bieg na 110 m przez płotki | 17,4   | 772       | 12.     |
| Adolfo Contoli | dziesięciobój | rzut dyskiem               | 32,92  | 532,98    | 12.     |
| Adolfo Contoli | dziesięciobój | skok o tyczce              | 3,10   | 541,0     | 13.     |
| Adolfo Contoli | dziesięciobój | rzut oszczepem             | 46,935 | 613,2125  | 7.      |
| Adolfo Contoli | dziesięciobój | bieg na 1500 m             | 4:56,0 | 644,8     | 10.     |
| Adolfo Contoli | dziesięciobój | Finał                      |        | 6406,8825 | 11.     |

### Pięciobój nowoczesny
| Zawodnik         | Konkurencja   | Strzelanie | Strzelanie | Strzelanie | Pływanie | Pływanie | Pływanie | Szermierka | Szermierka | Jazda konna | Jazda konna | Jazda konna | Bieg przełajowy | Bieg przełajowy | Bieg przełajowy | Suma punktów | Pozycja |
| Zawodnik         | Konkurencja   | Wynik      | M.         | Punkty     | Czas     | M.       | Punkty   | M.         | Punkty     | Kary        | M.          | Punkty      | Czas            | M.              | Punkty          | Suma punktów | Pozycja |
| ---------------- | ------------- | ---------- | ---------- | ---------- | -------- | -------- | -------- | ---------- | ---------- | ----------- | ----------- | ----------- | --------------- | --------------- | --------------- | ------------ | ------- |
| Gaspare Pasta    | indywidualnie | 126        | 36.        | 36         | 8:13,4   | 36.      | 36       | 2.         | 2          | -           | 36.         | 36          | 15:48,0         | 32.             | 32              | 142          | 36.     |
| Giuseppe Micheli | indywidualnie | 134        | 32.        | 32         | 8:10,6   | 35.      | 35       | 22.        | 22,5       | 111,5       | 17.         | 17,5        | 15:28,0         | 30.             | 30              | 137          | 33.     |
| Ernesto Corradi  | indywidualnie | 140        | 26.        | 26         | 6:34,8   | 22.      | 22       | 26.        | 26,5       | 98          | 22.         | 22          | 15:42,0         | 31.             | 31              | 127,5        | 30.     |
| Omero Chiesa     | indywidualnie | 136        | 29.        | 29         | 5:21,6   | 2.       | 2        | 22.        | 22,5       | 103         | 19.         | 19,5        | 16:40,0         | 36.             | 36              | 109          | 24.     |

### Piłka nożna
Reprezentacja mężczyzn
| - Adolfo Baloncieri - Gastone Baldi - Giovanni De Prà - Giuseppe Aliberti - Giuseppe Della Valle - Leopoldo Conti - Luigi Burlando |  | - Mario Magnozzi - Ottavio Barbieri - Renzo De Vecchi - Umberto Caligaris - Virgilio Levratto - Virginio Rosetta |

### Runda 1.
| 25 maja 1924 15:30 | Włochy · Vallana 84' (sam.) | 1–0Report | Hiszpania | Stade Olympique, Colombes Widzów: 20,000 Sędzia: Marcel Slawik (FRA) |
|                    |                             |           |           |                                                                      |

### Runda 2.
| 29 maja 1924 14:15 | Włochy · Baloncieri 20' · Della Valle 38' | 2–0Report | Luksemburg | Stade Pershing Widzów: 2,000 Sędzia: Jean Richard (FRA) |
|                    |                                           |           |            |                                                         |

### Ćwierćfinały
| 2 czerwca 1924 17:00 | Szwajcaria · Sturzenegger 47' · Abegglen 60' | 2–1Report | Włochy · Della Valle 52' | Stade Bergeyre Widzów: 12,000 Sędzia: Johannes Mutters (NED) |
|                      |                                              |           |                          |                                                              |

Reprezentacja Włoch zajęła 5. miejsce.

### Piłka wodna
- Reprezentacja mężczyzn

| - Giuseppe Valle - Achille Gavoglio - Eugenio Della Casa - Mario Cazzaniga |  | - Aroldo Berruti - Mario Balla - Tito Ambrosini |

Turniej główny

#### Runda 1
| 13 lipca 1924 | Szwecja | 7:0 | Włochy |  |
| 11:45         |         |     |        |  |

Reprezentacja Włoch zajęła 10. miejsce.

### Pływanie
Mężczyźni
| Konkurencja        | Zawodnik                                                              | Eliminacje | Eliminacje | Półfinał | Półfinał | Finał | Finał   |
| Konkurencja        | Zawodnik                                                              | Czas       | Miejsce    | Czas     | Miejsce  | Czas  | Miejsce |
| ------------------ | --------------------------------------------------------------------- | ---------- | ---------- | -------- | -------- | ----- | ------- |
| 1500 m dowolnym    | Renato Bacigalupo                                                     | 25:04,4    | 3.         | NQ       | NQ       | NQ    | NQ      |
| 200 m klasycznym   | Luciano Trolli                                                        | 3:23,0     | 5.         | NQ       | NQ       | NQ    | NQ      |
| 200 m klasycznym   | Emerico Biach                                                         | 3:26,8     | 5.         | NQ       | NQ       | NQ    | NQ      |
| 4 × 200 m dowolnym | Renato Bacigalupo Agostino Frassinetti Gianni Patrignani Emilio Polli | 11:05,2    | 2.         | 11:00,4  | 4.       | NQ    | NQ      |

### Podnoszenie ciężarów
| Konkurencja    | Zawodnik          | Wyciskanie jednorącz | Podrzut jednorącz | Rwanie   | Wyciskanie oburącz | Podrzut oburącz | Łącznie  | Pozycja |
| -------------- | ----------------- | -------------------- | ----------------- | -------- | ------------------ | --------------- | -------- | ------- |
| waga piórkowa  | Pierino Gabetti   | 65 kg                | 77,5 kg           | 72,5 kg  | 82,5 kg            | 105 kg          | 402,5 kg | złoto   |
| waga piórkowa  | Sante Scarcia     | 55 kg                | 65 kg             | 70 kg    | 62,5 kg            | 90 kg           | 342,5 kg | 15.     |
| waga piórkowa  | Giuseppe Conca    | NM kg                | 50 kg             | 75 kg    | 65 kg              | 85 kg           | 275 kg   | 18.     |
| waga lekka     | Silvio Quadrelli  | 62,5 kg              | 70 kg             | 72,5 kg  | 80 kg              | 105 kg          | 390 kg   | 16.     |
| waga lekka     | Cesare Bonetti    | 60 kg                | 70 kg             | 80 kg    | 77,5 kg            | 105 kg          | 392,5 kg | 13.     |
| waga lekka     | Gastone Pierini   | 55 kg                | 72,5 kg           | 80 kg    | 80 kg              | 105 kg          | 392,5 kg | 12.     |
| waga średnia   | Carlo Galimberti  | 77,5 kg              | 95 kg             | 97,5 kg  | 95 kg              | 127,5 kg        | 492,5 kg | złoto   |
| waga średnia   | Enrico Pucci      | 65 kg                | 77,5 kg           | 75 kg    | 75 kg              | 105 kg          | 397,5 kg | 14.     |
| waga średnia   | Dante Figoli      | 65 kg                | 77,5 kg           | 82,5 kg  | 77,5 kg            | 105 kg          | 407,5 kg | 10.     |
| waga półciężka | Mario Giambielli  | 77,5 kg              | 97,5 kg           | 82,5 kg  | 95 kg              | 130 kg          | 480 kg   | 6.      |
| waga półciężka | Giuseppe Merlin   | 62,5 kg              | 65 kg             | 85 kg    | 82,5 kg            | 110 kg          | 405 kg   | 16.     |
| waga półciężka | Armando Tugnoli   | 55 kg                | 70 kg             | 75 kg    | 75 kg              | 100 kg          | 375 kg   | 18.     |
| waga ciężka    | Giuseppe Tonani   | 80 kg                | 95 kg             | 112,5 kg | 100 kg             | 130 kg          | 517,5 kg | złoto   |
| waga ciężka    | Filippo Bottino   | 77,5 kg              | 85 kg             | 110 kg   | 97,5 kg            | 125 kg          | 495 kg   | 6.      |
| waga ciężka    | Salvatore Epicoco | 70 kg                | 85 kg             | 95 kg    | 85 kg              | 120 kg          | 455 kg   | 11.     |

### Skoki do wody
Mężczyźni
| Konkurencja | Zawodnik        | Eliminacje | Eliminacje | Finał | Finał   |
| Konkurencja | Zawodnik        | Wynik      | Pozycja    | Wynik | Pozycja |
| ----------- | --------------- | ---------- | ---------- | ----- | ------- |
| wieża 10 m  | Luigi Cangiullo | 398,8      | 4.         | NQ    | NQ      |

### Strzelectwo
| Konkurencja                      | Zawodnik                                                                                          | Finał | Finał   |
| Konkurencja                      | Zawodnik                                                                                          | Wynik | Pozycja |
| -------------------------------- | ------------------------------------------------------------------------------------------------- | ----- | ------- |
| pistolet szybkostrzelny 25 m     | Emilio Piersantelli                                                                               | 14    | 37.     |
| pistolet szybkostrzelny 25 m     | Giovanni Scarella                                                                                 | 8     | 51.     |
| karabin małokalibrowy leżąc 50 m | Camillo Isnardi                                                                                   | 377   | 40.     |
| karabin małokalibrowy leżąc 50 m | Carlo Ernesto Panza                                                                               | 376   | 41.     |
| karabin małokalibrowy leżąc 50 m | Ricardo Ticchi                                                                                    | 370   | 51.     |
| karabin małokalibrowy leżąc 50 m | Giuseppe Laveni                                                                                   | 357   | 61.     |
| karabin dowolny 600 m leżąc      | Giuseppe Laveni                                                                                   | 86    | 10.     |
| karabin dowolny 600 m leżąc      | Alberto Coletti Conti                                                                             | 84    | 14.     |
| karabin dowolny 600 m leżąc      | Ricardo Ticchi                                                                                    | 73    | 51.     |
| karabin dowolny 600 m leżąc      | Sem De Ranieri                                                                                    | 62    | 65.     |
| karabin dowolny drużynowo        | Sem De Ranieri Ricardo Ticchi Giuseppe Laveni Alberto Coletti Conti Camillo Isnardi               | 578   | 10.     |
| trap indywidualnie               | Giacomo Serra                                                                                     | 90    | 19.     |
| trap indywidualnie               | Nicola Rebisso                                                                                    | b.d   | -       |
| trap indywidualnie               | Giacomo Rossi                                                                                     | b.d   | -       |
| trap drużynowo                   | Giacomo Rossi Giacomo Serra Federico Cesarano Salvatore Lucchesi Nicola Rebisso Giuseppe Bellotto | 324   | 9.      |

### Szermierka
| Konkurencja          | Zawodnik | 1 runda | 1 runda | 2 runda    | 2 runda | Ćwierćfinał | Ćwierćfinał | Półfinały | Półfinały   | Finał | Finał | Pozycja |
| Konkurencja          | Zawodnik | Przeciwnik | Wynik   | Przeciwnik | Wynik   | Przeciwnik | Wynik       | Przeciwnik | Wynik       | Przeciwnik | Wynik | Pozycja |
| -------------------- | --- | --- | ------- | ---------- | ------- | --- | ----------- | --- | ----------- | --- | ----- | ------- |
| szpada indywidualnie | Virgilio Mantegazza | George Breed Charles Biscoe Charles Delporte Carl Gripenstedt Krikor Agathon Domingo Mendy Constantin Antoniades Josef Jungmann Miguel Zabalza |         | N/A        | N/A     | Georges Buchard Eugene Empeyta Nils Hellsten Ernest Gevers Charles Biscoe Joseph Misrahi Sigurd Akre Pieter von Boven Wenceslao Paunero                                |             | Paul Anspach Georges Buchard Armand Massard Ernest Gevers Peter Ryefelt Allan Milner Charles Biscoe Eugene Empeyta Ramón Fonst Domingo García Carl Gripenstedt |             | Charles Delporte Roger Ducret Nils Hellsten Gaston Cornereau Armand Massard Paul Anspach Georges Buchard Léon Tom Peter Ryefelt Renzo Compagna Ernest Gevers      |       | 6.      |
| szpada indywidualnie | Renzo Compagna | Nils Hellsten Léon Tom Wouter Brouwer Mário de Noronha Trifon Triandafilakos Héctor Belo Félix de Pomés Frithjof Lorentzen Ahmed Hassanein     |         | N/A        | N/A     | Frédéric Fitting Paul Anspach Trifon Triandafilakos Mário de Noronha Allan Milner Armand Massard Willem van Blijenburgh Conrado Rolando Robert Frater Bror Lagercrantz |             | Léon Tom Gaston Cornereau Charles Delporte Roger Ducret Nils Hellsten Mário de Noronha Raoul Heide Luis Lucchetti Henri Jacquet Ivan Osiier Frédéric Fitting   |             | Charles Delporte Roger Ducret Nils Hellsten Gaston Cornereau Armand Massard Paul Anspach Georges Buchard Léon Tom Peter Ryefelt Virgilio Mantegazza Ernest Gevers |       | 11.     |
| szpada drużynowo     | Marcello Bertinetti Giovanni Canova Vincenzo Cuccia Giulio Basletta Virgilio Mantegazza Oreste Moricca                     | Hiszpania · Norwegia | P W     | N/A        | N/A     | Francja · Holandia | W           | Belgia · Hiszpania | W           | Francja · Belgia · Portugalia | R P W | brąz    |
| floret drużynowo     | Giorgio Chiavacci Oreste Puliti Aldo Boni Luigi Cuomo Valentino Argento Dante Carniel Giulio Gaudini Giorgio Pessina       | Wielka Brytania |         | N/A        | N/A     | Węgry · Szwajcaria} · Austria | W           | Belgia · Dania | W           | Francja · Belgia · Węgry | DNF   | DNF     |
| szabla indywidualnie | Marcello Bertinetti | N/A | N/A     | N/A        | N/A     | Omer Berck Laurence Castner Maarten van Dulm Rafael Fernández Julián de Olivares                                                                                       | W P W       | Roger Ducret Zoltán Schenker Adrianus de Jong Raúl Sola Omer Berck Robin Dalglish Domingo Mendy Laurence Castner                                               | W P W       | DNS | DNS   | DNS     |
| szabla indywidualnie | Bino Bini | N/A | N/A     | N/A        | N/A     | Horacio Casco Jules Maés Conrado Rolando Cornelis Ekkart John Gignoux Svend Munck                                                                                      | W P W P W   | Ivan Osiier János Garay Georges Conraux Ödön Tersztyánszky Carmelo Merlo Jules Maés Conrado Rolando Pedro Mendy Edgar Seligman                                 | W p W -     | DNS | DNS   | DNS     |
| szabla indywidualnie | Oreste Puliti | N/A | N/A     | N/A        | N/A     | Robert Feyerick Edgar Seligman Domingo Mendy Arturo Ponce Julio González                                                                                               | W           | Sándor Pósta Horacio Casco Giulio Sarrocchi Héctor Belo Robert Feyerick Marc Perrodon Maarten van Dulm Konstandinos Kodzias                                    | W P W       | DSQ | DSQ   | DSQ     |
| szabla indywidualnie | Giulio Sarrocchi | N/A | N/A     | N/A        | N/A     | Ödön Tersztyánszky Marc Perrodon Carmelo Merlo Archie Corble Arthur Lyon Fernando Guillén Joanis Jeorjadis                                                             | P W         | Oreste Puliti Sándor Pósta Horacio Casco Héctor Belo Robert Feyerick Marc Perrodon Maarten van Dulm Konstandinos Kodzias                                       | P W P W P W | DNS | DNS   | DNS     |
| szabla drużynowo     | Oreste Puliti Oreste Moricca Marcello Bertinetti Giulio Sarrocchi Renato Anselmi Guido Balzarini Bino Bini Vincenzo Cuccia | Czechosłowacja · Grecja | W       | N/A        | N/A     | Węgry · Belgia · Stany Zjednoczone | - R W       | Czechosłowacja · Argentyna | - W         | Węgry · Holandia · Czechosłowacja | R W   | złoto   |

### Tenis ziemny
| Konkurencja | Zawodnik                              | 1 runda                                       | 2 runda                                                | 3 runda                                          | 4 runda                                 | Ćwierćfinały                                        | Półfinały                                | Finał                                    | Miejsce |
| Konkurencja | Zawodnik                              | Przeciwnik Wynik                              | Przeciwnik Wynik                                       | Przeciwnik Wynik                                 | Przeciwnik Wynik                        | Przeciwnik Wynik                                    | Przeciwnik Wynik                         | Przeciwnik Wynik                         | Miejsce |
| ----------- | ------------------------------------- | --------------------------------------------- | ------------------------------------------------------ | ------------------------------------------------ | --------------------------------------- | --------------------------------------------------- | ---------------------------------------- | ---------------------------------------- | ------- |
| Singiel (m) | Umberto De Morpurgo                   | Camille Wolff W 3:0 (6:1,6:0,6:0)             | Pablo Debran W 3:0 (6:2,6:3,6:3)                       | Avgoustos Zerlentis W 3:0 (6:0,6:2,6:4)          | Jean Washer W 3:2 (2:6,6:4,1:6,6:4,8:6) | Takeichi Harada W 3:0 (6:4,6:1,6:1)                 | Vincent Richards P 1:3 (3:6,6:3,1:6,4:6) | Jean Borotra W 3:2 (1:6,6:1,8:6,4:6,7:5) | brąz    |
| Singiel (m) | Clemente Serventi                     | Watson Washburn P 0:3 (4:6,3:6,4:6)           | NQ                                                     | NQ                                               | NQ                                      | NQ                                                  | NQ                                       | NQ                                       | 61.     |
| debel (m)   | Umberto De Morpurgo Clemente Serventi | BYE                                           | Victor de Laveleye Jean Washer W 3:0 (6:4,6:4,7:5)     | Jacques Brugnon Henri Cochet P 0:3 (2:6,4:6,2:6) | N/A                                     | NQ                                                  | NQ                                       | NQ                                       | 9.      |
| singiel (k) | Rosetta Gagliardi                     | Elsebeth Brehm W 2:0 (6:0,6:2)                | Rebecca Blair-White W 2:1 (4:6,7:5,6:2)                | Dorothy Shepherd-Barron P 0:2 (1:6,0:6)          | N/A                                     | NQ                                                  | NQ                                       | NQ                                       | 9.      |
| singiel (k) | Paola Bologna                         | BYE                                           | Germaine Golding P 0:2 (0:6,3:6)                       | NQ                                               | N/A                                     | NQ                                                  | NQ                                       | NQ                                       | 17.     |
| singiel (k) | Giulia Perelli                        | BYE                                           | Rosa Torras P 1:2 (4:6,6:4,6:8)                        | NQ                                               | N/A                                     | NQ                                                  | NQ                                       | NQ                                       | 17.     |
| debel (k)   | Rosetta Gagliardi Giulia Perelli      | BYE                                           | Wolny los                                              | N/A                                              | N/A                                     | Marguerite Billout Yvonne Bourgeois P 0:2 (5:7,1:6) | NQ                                       | NQ                                       | 5.      |
| mikst       | Giulia Perelli Umberto De Morpurgo    | Rosa Torras Raimundo Saprisa W 2:0 (6:3,10:8) | Kathleen McKane John Brian Gilbert P 1:2 (7:9,6:1,5:7) | N/A                                              | N/A                                     | NQ                                                  | NQ                                       | NQ                                       | 9.      |

### Wioślarstwo
| Konkurencja           | Zawodnik | Półfinał | Półfinał | Repesaże | Repesaże | Finał  | Finał | Pozycja |
| Konkurencja           | Zawodnik | Czas     | M.       | Czas     | M.       | Czas   | M.    | Pozycja |
| --------------------- | --- | -------- | -------- | -------- | -------- | ------ | ----- | ------- |
| dwójka ze sternikiem  | Ercole Olgeni Giovanni Scatturin Gino Sopracordevole                                                                                  | b.d      | 2.       | N/A      | N/A      | 8:39,1 | 2.    | srebro  |
| Czwórka ze sternikiem | Renato Berninzone Marcello Casanova Gastone Cerato Jean Cipolina Massimo Ballestrero                                                  | 7:13,0   | 1.       | N/A      | N/A      | b.d    | 4.    | 4.      |
| ósemka                | Ante Katalinić Frano Katalinić Šimun Katalinić Giuseppe Crivelli Latino Galasso Petar Ivanov Bruno Sorić Carlo Toniatti Viktor Ljubić | 6:06,0   | 1.       | N/A      | N/A      | b.d    | 3.    | brąz    |

### Zapasy
| Zawodnik                      | Konkurencja       | Runda pierwsza         | Runda druga         | Runda trzecia    | Runda czwarta    | Runda piąta       | Runda szósta      | Runda siódma     | Runda finałowa   | Pozycja |
| Zawodnik                      | Konkurencja       | Przeciwnik Wynik       | Przeciwnik Wynik    | Przeciwnik Wynik | Przeciwnik Wynik | Przeciwnik Wynik  | Przeciwnik Wynik  | Przeciwnik Wynik | Przeciwnik Wynik | Pozycja |
| ----------------------------- | ----------------- | ---------------------- | ------------------- | ---------------- | ---------------- | ----------------- | ----------------- | ---------------- | ---------------- | ------- |
| styl klasyczny waga kogucia   | Giovanni Gozzi    | Väinö Ikonen p         | Anton Koolmann W    | Anselm Ahlfors p | NQ               | NQ                | NQ                | N/A              | N/A              | 13.     |
| styl klasyczny waga kogucia   | Carlo Ponte       | Ragnvald Olsen p       | Jan Bozděch p       | NQ               | NQ               | NQ                | NQ                | N/A              | N/A              | 17.     |
| styl klasyczny waga piórkowa  | Enrico Porro      | Erik Malmberg p        | Marcel Capron p     | NQ               | NQ               | NQ                | NQ                | NQ               | NQ               | 18.     |
| styl klasyczny waga piórkowa  | Gerolamo Quaglia  | František Dyršmid p    | Aage Torgensen p    | NQ               | NQ               | NQ                | NQ                | NQ               | NQ               | 18.     |
| styl klasyczny waga lekka     | Walter Ranghieri  | Otto Borgström p       | Georges Métayer W   | Albert Kusnets p | NQ               | NQ                | NQ                | N/A              | N/A              | 13.     |
| styl klasyczny waga lekka     | Roberto De Marchi | František Kratochvíl p | Lajos Keresztes p   | NQ               | NQ               | NQ                | NQ                | N/A              | N/A              | 20.     |
| styl klasyczny waga średnia   | Giuseppe Gorletti | Viktor Fischer p       | František Pražský W | Paul Jahren W    | Sándor Kónyi W   | Roman Steinberg W | Arthur Lindfors W | NQ               | N/A              | 4.      |
| styl klasyczny waga średnia   | Andrea Gargano    | Paul Jahren p          | Viktor Fischer p    | NQ               | NQ               | NQ                | NQ                | NQ               | N/A              | 20.     |
| styl klasyczny waga półciężka | Dante Ceccatelli  | Béla Varga p           | Emil Wecksten p     | NQ               | NQ               | NQ                | NQ                | NQ               | N/A              | 12.     |
| styl klasyczny waga półciężka | Bruto Testoni     | Ibrahim Mustafa p      | NQ                  | NQ               | NQ               | NQ                | NQ                | NQ               | N/A              | 21.     |
| styl klasyczny waga ciężka    | Marcello Giuria   | Johan Salila p         | Jānis Polis p       | NQ               | NQ               | NQ                | NQ                | N/A              | N/A              | 13.     |
| styl klasyczny waga ciężka    | Aleardo Donati    | Jan Sint p             | Ernst Nilsson p     | NQ               | NQ               | NQ                | NQ                | N/A              | N/A              | 13.     |

| Konkurencja               | Zawodnik           | 1/16 finału      | 1/8 finału         | Ćwierćfinał        | Półfinał         | Finał            | Miejsce |
| Konkurencja               | Zawodnik           | Przeciwnik Wynik | Przeciwnik Wynik   | Przeciwnik Wynik   | Przeciwnik Wynik | Przeciwnik Wynik | Miejsce |
| ------------------------- | ------------------ | ---------------- | ------------------ | ------------------ | ---------------- | ---------------- | ------- |
| styl wolny waga kogucia   | Piero Tordera      | N/A              | Harry Darby p      | NQ                 | NQ               | NQ               | 9.      |
| styl wolny waga piórkowa  | Fernando Cavallini | BYE              | Cliff Chilcott p   | NQ                 | NQ               | NQ               | 8.      |
| styl wolny waga lekka     | Riccardo Pizzocaro | N/A              | Ernest Jourdain p  | NQ                 | NQ               | NQ               | 9.      |
| styl wolny waga średnia   | Enrico Bonassin    | N/A              | Pierre Ollivier p  | NQ                 | Vilho Pekkala p  | NQ               | 5.      |
| styl wolny waga półciężka | Fabio Del Genovese | N/A              | Gustave Kappeler W | Calle Westergren p | NQ               | NQ               | 9.      |

### Żeglarstwo
| Zawodnik                                     | Konkurencja    | Eliminacje       | Eliminacje        | Eliminacje         | Półfinały        | Półfinały         | Punkty | Finałowa pozycja |
| Zawodnik                                     | Konkurencja    | Wyścig I miejsce | Wyścig II miejsce | Wyścig III miejsce | Wyścig I miejsce | Wyścig II miejsce | Punkty | Finałowa pozycja |
| -------------------------------------------- | -------------- | ---------------- | ----------------- | ------------------ | ---------------- | ----------------- | ------ | ---------------- |
| Carlo Nasi Cencio Massola Roberto Moscatelli | klasa 6 metrów | 5.               | 5.                | DNF                | NQ               | NQ                | NQ     | 7.               |